# Willie Park Jr

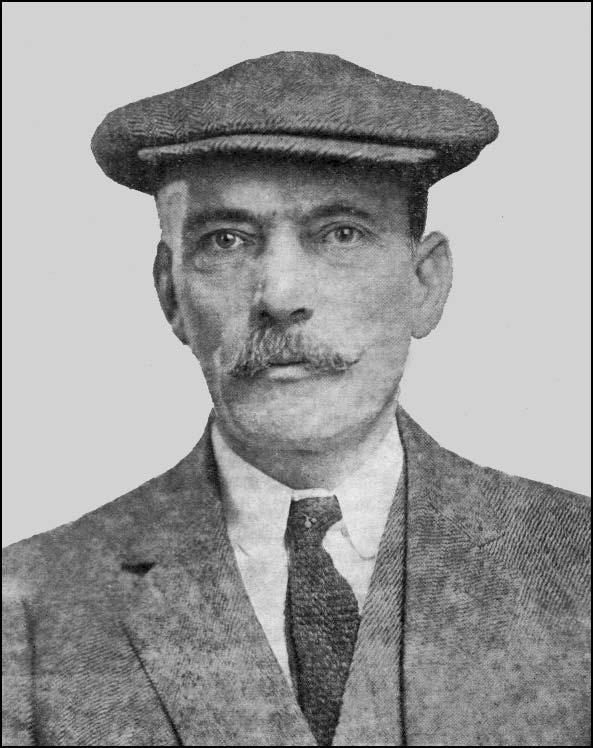
Willie Park

Willie Park Jr, född 1864 i Musselburgh i Skottland, död 1925, var en skotsk golfspelare och en av de ledande professionella golfspelarna under sin tid.
Parks hemstad var ett av huvudsätena för golf på den tiden och en av städerna där The Open Championship anordnades under hans unga liv. Hans far, Willie Park Sr och hans farbror Mungo Park vann båda The Open när han var ung. Park själv vann tävlingen 1887 och 1889. I den senare tävlingen fick han spela särspel om segern mot Andrew Kirkaldy. 
Park var känd för sitt magnifika närspel, framför allt puttningen, vilket kompenserade för hans mer instabila långa spel. Han kallade sin putter Old Pawky och han menade att det var den som gjorde att han kunde vinna de matcher som han ställde upp i. Puttern finns bevarad på Woking Club utanför London. På en silverplatta på skaftet står It hold mony a guid putt (skotska för Den sänkte många puttar).
På den tiden var det inte möjligt för golfspelare att leva på prispengarna. Park tog över familjens boll- och klubbtillverkningsindustri och introducerade guttaperkabollen som ersatte den traditionella fjäderbollen. Han etablerade en exportindustri när golfen började att spridas internationellt och han patenterade flera klubbmodeller.
Hans bok The Game of Golf (1896) var den första golfbok som skrevs av en professionell spelare. Han arbetade även som banarkitekt och har designat omkring 170 golfbanor i Europa, USA och Kanada inklusive den kända golfbanan i Sunningdale utanför London och Royal Antwerpen Golf Clubs bana i Belgien.

## Majorsegrar
- 1887 The Open Championship
- 1889 The Open Championship